# Musée d’Art Américain
Das Musée d’Art Américain war ein privates Museum in Giverny im Département Eure in Frankreich, das amerikanische Kunst des 19. und 20. Jahrhunderts zeigte.

## Geschichte
Das Museum entstand durch Initiative des amerikanischen Kunstsammlers Daniel J. Terra, der zuvor bereits das Terra Museum of American Art im US-Bundesstaat Illinois begründet hatte. Beide Museen wurden von der Dachorganisation Terra Foundation for American Art getragen, deren Ziel es ist, amerikanische Kunst des 19. und beginnenden 20. Jahrhunderts einer breiten Öffentlichkeit bekannt zu machen. Daniel J. Terra überließ dieser Stiftung seine eigene umfangreiche Kunstsammlung und stellte die Werke in seinen beiden Museen aus.
Das Museum in Giverny entstand in der Nähe des langjährigen Wohnsitzes des französischen Malers Claude Monet. Hier hatten sich Ende des 19. Jahrhunderts eine Reihe von amerikanischen Malern niedergelassen, die dort eine Künstlerkolonie bildeten. Um das Wirken dieser Künstler in Europa vorzustellen, gründete Terra das Musée d’Art Américain und ließ nach Plänen des Architekten Philippe Robert vom Büro Reichen et Robert ein Museum errichten, das 1992 eröffnet wurde. Auch nach Terras Tod 1996 bestand das Museum weitere Jahre fort, wurde jedoch Ende 2008 geschlossen, nachdem zuvor bereits das Museum in Chicago seine Ausstellungstätigkeit beendet hatte. Die Werke der Terra Foundation werden seitdem an andere Museen verliehen. Das Museumsgebäude in Giverny wird seit 2009 vom neugegründeten Musée des impressionnismes Giverny genutzt.

## Ausstellungen
- 1992, 1993, 1994, 1995, 1996: Impressions de toujours : les peintres américains en France, 1865–1915 (Die Ausstellung wurde mehrfach wiederholt)
- 1993: Regard sur Maurice Brazil Prendergast (Ausstellung zu Maurice Prendergast)
- 1994: Regard sur James Abbott McNeill Whistler (Ausstellung zu James McNeill Whistler)
- 1995: Regard sur Winslow Homer (Ausstellung zu Winslow Homer)
- 1996: Regard sur Mary Cassatt (Ausstellung zu Mary Cassatt)
- 1997: Un regard américain sur Paris (Amerikanische Künstler in Paris)
- 1997: American Artists in Giverny (Amerikanische Künstler in Giverny)
- 1998: Images of the Spirit: Photographs by Graciela Iturbide (Fotografien von Graciela Iturbide)
- 1998: Roxy Paine (Ausstellung zu Roxy Paine)
- 1999: Ville et campagne: les artistes américains, 1870–1920 (Amerikanische Kunst 1870–1920)
- 1999: Robert Capa: Photographs (Fotografien von Robert Capa)
- 2000: Rivières et rivages: les artistes américains, 1850–1900 (Amerikanische Kunst 1850–1900)
- 2000: John Henry Twachtman: Impressionist Painter as Printmaker (Ausstellung zu John Henry Twachtman)
- 2000: Theodore Robinson: esquisses et photographies (Ausstellung zu Theodore Robinson)
- 2000: The Giverny Garden Projects (Ausstellung zu den Gärten in Giverny)
- 2000: Giverny: Inside and Out (Landschaften und Interieurs von amerikanischen Malern in Giverny)
- 2000: L’Amérique et les Modernes, 1900–1950 (Amerikanische Kunst 1900–1950)
- 2000: American Artists and the Illustrated Book (Amerikanische Künstler und Buchillustrationen)
- 2001: L’Héroïque et le quotidien: les artistes américains, 1820–1920 (Amerikanische Kunst 1820–1920)
- 2001: Giverny au fil des saisons (Künstler in Giverny zu allen Jahreszeiten)
- 2001: Mary et Frederick MacMonnies: un atelier à Giverny (Ausstellung zu Mary Fairchild Low und Frederick William MacMonnies)
- 2001: When There Were Trees: livres illustrés de Michelle Burgess (Buchillustrationen von Michele Burgess)
- 2001: Anne Ryan: collages (Ausstellung zu Anne Ryan)
- 2001: Milbert, Lesueur, Tocqueville: le voyage en Amérique, 1815–1845 (Bilder der Amerikareise von Jacques-Gérard Milbert, Charles Alexandre Lesueur und Alexis de Tocqueville 1815–1845)
- 2001: Les Ambassadrices du progrès: photographes américaines à Paris, 1900–1901 (Amerikanische Fotografinnen in Paris 1900–1901)
- 2001: Louise Bourgeois: livres illustrés (Buchillustrationen von Louise Bourgeois)
- 2002: D’une colonie à une collection: le Musée d’Art Américain Giverny fête ses 10 ans (Sonderausstellung der Sammlung Terra zum 10-jährigem Bestehen des Musée d’Art Américain)
- 2002: Jasper Johns: Prints from Four Decades (Druckgrafik von Jasper Johns)
- 2002: Paris-New York, aller-retour (Amerikanische Kunst 1880–1940)
- 2002: Transatlantic Visions: Twentieth-Century American Photographs (Amerikanische Fotografien des 20. Jahrhunderts)
- 2002: Le Japonisme en Amérique: œuvres sur papier, 1880–1930 (Japonismus in Amerika: Arbeiten auf Papier 1880–1930)
- 2003: American Beauty: Painting and Sculpture from the Detroit Institute of Arts, 1770–1920 (Gemälde und Skulpturen aus dem Detroit Institute of Arts)
- 2003: Œuvres de la Terra Foundation for the Arts et du Detroit Institute of Arts (Werke aus der Terra Foundation und dem Detroit Institute of Arts)
- 2003: Giverny en fleurs (Gemälde mit Blumenmotiven aus Giverny)
- 2003: Une amitié d’artistes : Beauford Delaney et Lawrence Calcagno (Ausstellung zu Beauford Delaney und Lawrence Calcagno)
- 2003: Le Travail à l’œuvre : les artistes américains, 1840–1940 (Amerikanische Kunst 1840–1940)
- 2003: Paris, capitale de l’Amérique: l’avant-garde américaine à Paris, 1918–1939 (Amerikanische Künstler in Paris 1918–1938)
- 2004: Visages de l’Amérique: de George Washington à Marilyn Monroe (Amerikanische Porträtkunst von George Washington bis Marilyn Monroe)
- 2004: En plein air: personnages dans un paysage (Landschaftsmalerei)
- 2004: Edward Hopper: The Paris Years, 1906–1910 (Ausstellung zu Edward Hopper)
- 2004: Un Américain chez les Nabis: Thomas Buford Meteyard (Ausstellung zu Thomas Buford Meteyard)
- 2004: Livres d’artistes américains en Europe, 1960–2000 (Buchkunst amerikanischer Künstler in Europa 1960–2000)
- 2005: Mary Cassatt, Impressions (Druckgrafik von Mary Cassatt)
- 2005: From Homer to Hopper: Drawings and Watercolors from the Princeton University Art Museum (Zeichnungen und Aquarelle von Winslow Homer bis Edward Hopper aus dem Princeton University Art Museum)
- 2005 und 2006: Le Passage à Paris: les artistes américains en France, 1860–1930 (Amerikanische Künstler in Frankreich 1860–1930)
- 2005 und 2006: La Scène américaine, 1860–1930 (Amerikanische Malerei 1860–1930)
- 2005: La France collectionne: art américain du musée de Blérancourt (Amerikanische Kunst aus dem Musée de la coopération franco-américaine in Blérancourt)
- 2006: Three Roads Taken: The Photographs of Paul Strand (Fotografien von Paul Strand)
- 2006: Winslow Homer: Poet of the Sea (Ausstellung zu Winslow Homer)
- 2007: Giverny impressionniste: une colonie d’artistes, 1885–1915 (Künstlerkolonie der Impressionisten in Giverny 1885–1915)
- 2007: Visions de l’Ouest: photographies de l’exploration américaine, 1860–1880 (Fotografien Amerikas aus französischen Sammlungen 1860–1880)
- 2007: Le Temps des loisirs: peintures américaines (Amerikanische Malerei)
- 2008: Portrait of a Lady: American Paintings and Photographs in France, 1870–1915 (Amerikanische Malerei und Fotografie 1870–1915)
- 2008: Le Temps des loisirs: peintures américaines (Amerikanische Malerei)
- 2008: American Art on the Silver Screen (Amerikanische Malerei im Kino)[2]